# El ataque de la mujer de 50 pies
El ataque de la mujer de 50 pies (título original en inglés: Attack of the 50 Foot Woman) es una película de terror y ciencia ficción estadounidense de 1958 producida por Bernard Woolner para la Allied Artists Pictures. Fue dirigida por Nathan H. Juran (en los créditos como Nathan Hertz), escrito por Mark Hanna y protagonizada por Allison Hayes, William Hudson e Yvette Vickers. La banda sonora fue compuesta por Ronald Stein. La película está basada en películas que involucraban a hombres que cambiaban de tamaño como El asombroso hombre creciente y The Incredible Shrinking Man, pero en este caso fue sustituida por una mujer. La historia gira en torno a una mujer mentalmente inestable que tiene un encuentro cercano con un extraterrestre causando que aumente su tamaño hasta convertirse en una gigante.

## Sinopsis
Nancy Archer (Allison Hayes), una mujer pudiente, pero con un historial de inestabilidad emocional y alcoholismo excesivo está conduciendo en su auto por la carretera del desierto californiano en la noche. Una esfera gigante se posiciona en la carrera frente a ella, causando que esta se detenga. Mientras ella va a investigar, una criatura emerge de ella (se puede observar solo una mano mientras ella grita), Nancy escapa y retorna al pueblo, sin embargo nadie cree en su historia debido a su historial y por haber estado en un sanatorio. Su marido mujeriego Harry Archer (William Hudson) está más interesado en su amante, la mujerzuela Honey Parker (Yvette Vickers), pero finge ser un buen marido con el objetivo de que Nancy enloquezca y vuelva al sanatorio, dejando en sus manos los 50 millones de dólares de ella. 
Harry acompaña a su esposa en la búsqueda del satélite, con la condición de enviarla al sanatorio si no hallaba evidencia, hasta que esa noche emerge de la esfera un humanoide, Harry escapa dejando a su esposa atrás. Nancy es hallada con delirios por lo que debe ser sedada, sin embargo se percatan de unos rasguños en su cuello, llegando a la teoría de que se expuso a la radiación. Harry intenta darle una dosis letal de sedante a su esposa, cuando despierta convertida en una gigante. Nancy ahora con 50 metros de altura, parte en la búsqueda de su marido para cobrar venganza.

## Reparto
- Allison Hayes como Nancy Archer.
- William Hudson como Harry Archer.
- Yvette Vickers como Honey Parker.
- Roy Gordon como Dr. Isaac Cushing.
- George Douglas como Comisario Dubbitt.
- Ken Terrell como Jess Stout.
- Otto Waldis como Dr. Heinrich Von Loeb.
- Eileen Stevens como Enfermera.
- Michael Ross como Tony el Barman / Gigante espacial.
- Frank Chase como Diputado Charlie.

## Producción
La película fue filmada en Tarzana, Los Ángeles, California; con un presupuesto reducido de $89 000 ($734 905 en dólares del 2015 ajustada a la inflación).

## Recepción
"El ataque de la mujer de 50 pies" recaudó $480.000 en su estreno siendo un éxito de taquilla para la Woolner Brothers y tuvo una buena acogida en el sitio Rotten Tomatoes, obteniendo una calificación de 75% con un total de 12 críticas recibidas (9 frescas y 3 podridas), el autor Hal Erickson considera que la película "bien podría ser una de las peores películas de ciencia ficción de todos los tiempos, pero eso no quiere decir que no es completamente divertida". La película pese a tener una historia pobre, es considerada la más icónica de su género, la historia y los personajes han sido parodiadas en películas y series de televisión; y el póster creado por Reynold Brown es uno de los más conocidas y fue preseleccionado por la revista Premier en la lista de los "25 mejores pósters de todos los tiempos".

## Adaptaciones y referencias en la cultura popular
En 1993 fue adaptada a una película de la HBO, dirigida por Christopher Guest y protagonizada por Daryl Hannah en el papel de Nancy Archer. La adaptación tuvo una respuesta negativa por parte de la crítica, sin embargo el crítico Brian Gusse de Rovi aclara que "esta adaptación para cable del culto favorito del mismo nombre está actualizada con una inclinación más feminista y un guion más inteligente y reflexivo". En 1995, Fred Olen Ray produjo una parodia titulada "Attack of the 60 Foot Centerfolds" protagonizada por J. J. North y Tammy Parks, sin embargo esta película utilizó la técnica de perspectiva forzada al contrario de las películas anteriores que utilizaron fotomontajes. 
En 2009, Dreamworks Animation lanzó la película Monsters vs. Aliens, en la que contiene una referencia a dicha película por la protagonista Genormica que crece 50 pies de altura.
En 2012, Roger Corman produjo una adaptación en 3D titulada "Attack of the 50 Foot Cheerleader".